# Grumăzești
Grumăzești – wieś w Rumunii, w okręgu Neamț, w gminie Grumăzești. W 2011 roku liczyła 2569 mieszkańców.